# James Lovelock
James Ephraim Lovelock, CH CBE, FRS (Letchworth, Hertfordshire, Anglaterra, 26 de juliol de 1919 - Abbotsbury, Dorset, Anglaterra, 26 de juliol de 2022) va ser un químic atmosfèric, inventor i escriptor anglès que va treballar de manera independent. És conegut per la seua teoria de Gaia, que postula que la Terra funciona com una mena de superorganisme, un sistema que s'autoregula.

## Biografia
Lovelock va néixer a Letchworth (Hertfordshire), va estudiar química a la Universitat de Manchester i va obtenir un càrrec al Medical Research Council de l'Institute for Medical Research a Londres.
Va estudiar en els cursos nocturns de Birkbeck College, compaginant els estudis amb el seu treball en una consultoria química. El 1941 va graduar-se en química a la Universitat de Manchester. Tot i estar en edat militar, durant la Segona Guerra Mundial, no va participar en la lluita armada; era objector de consciència i aquells anys va estar fent recerca a l'Institut Nacional de Recerca Mèdica (NIMR, de l'anglès National Institute for Medical Research). El 1948 Lovelock va obtenir un doctorat en Medicina a la London School of Hygiene and Tropical Medicine i el 1959 va doctorar-se en biofísica a la Universitat de Londres. Als Estats Units va portar a terme tasques d'investigació a la Universitat Yale, al Baylor College of Medicine i a la Universitat Harvard.
Contrari a l'armamentisme nuclear, va promoure un ús pacífic de l'energia nuclear com a únic recurs per a disminuir l'abús dels combustibles fòssils i així evitar que el sistema atmosfèric arribi a un punt sense retorn que el desestabilitzi. D'aquesta forma dona suport a l'associació Ambientalistes per l'Energia Nuclear (EFN, de l'anglès Environmentalists for Nuclear).
James Lovelock va morir a casa seva, a Dorset, el 26 de juliol de 2022, el mateix dia que feia cent-tres anys.

## Treballs

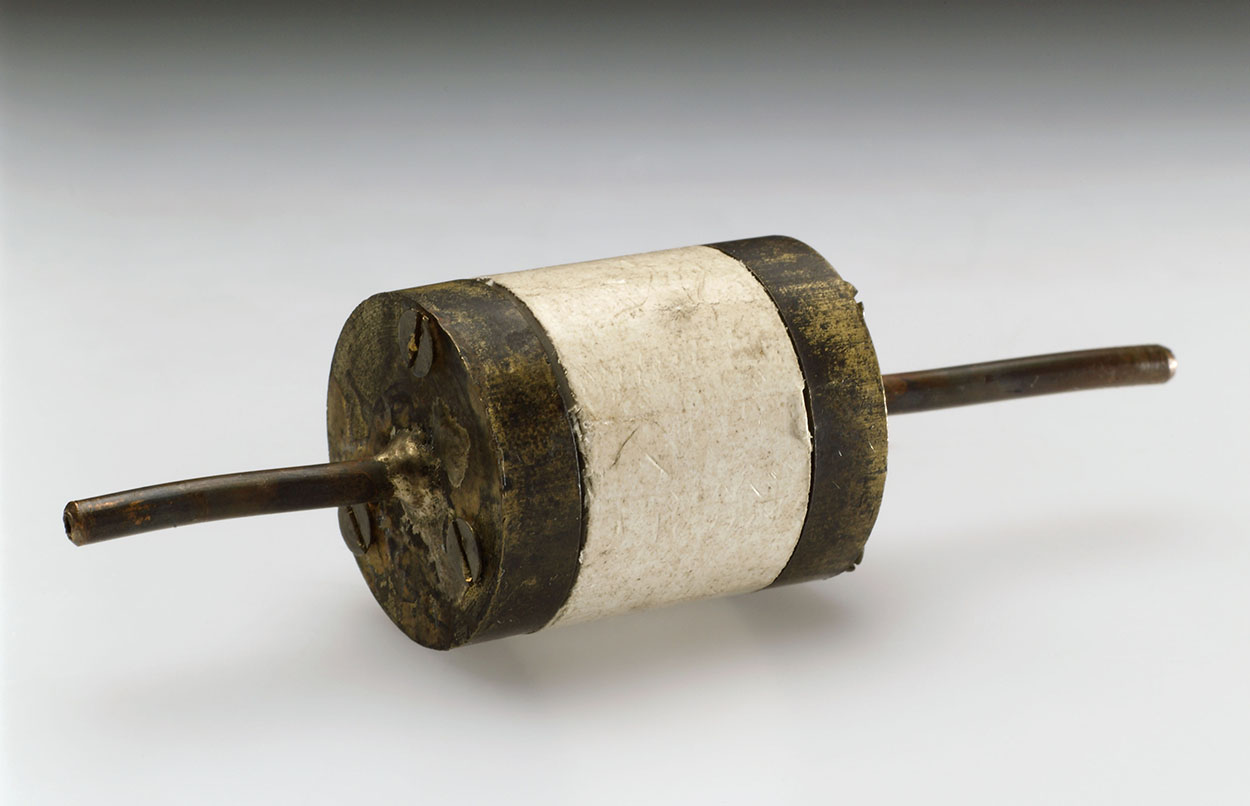
Detector de captura d'electrons inventat per James Lovelock

El 1957 Lovelock va inventar el detector de captura d'electrons que va ajudar els descobriments sobre la persistència dels CFCs i el seu paper en el deteriorament de la capa d'ozó.
El 1961 Lovelock va començar a treballar a la NASA, va crear i desenvolupar nombrosos instruments científics utilitzats per a l'anàlisi de les atmosferes i superfícies de planetes extraterrestres. Mentre treballava per a la NASA que va desenvolupar la hipòtesi Gaia, que el va fer conegut mundialment conegut.
Mentre treballava en el Programa Viking es va interessar per la composició de l'atmosfera de Mart, va raonar que el contrast entre l'equilibri estàtic de l'atmosfera de Mart (molt de diòxid de carboni i molt poc oxigen, metà i hidrogen) i la barreja dinàmica de l'atmosfera de la Terra devia ser un clar indici de l'absència de vida a Mart.